# Raoul Diagne
Raoul Diagne (Saint-Laurent-du-Maroni, Francia Guyana, 1910. november 10. – Créteil, 2002. november 12.) francia guyanai születésű, francia válogatott labdarúgó, edző.
Apja, Blaise Diagne egykori francia politikus.

## Sikerei, díjai

### Játékosként
- RC Paris
  - Francia első osztály bajnoka: 1935-36
  - Francia kupa: 1936, 1939, 1940